# ۱۹ سپتامبر
۱۹ سپتامبر دویست و شصت و دومین (در سال‌های کبیسه دویست و شصت و سومین) روز سال در گاه‌شماری میلادی است. ۱۰۳ روز تا پایان سال باقی‌است.

## رویدادها
- ۱۹۴۱ - جنگ جهانی دوم: نیروهای آلمانی در طی عملیات بارباروسا شهر کی‌یف در اوکراین را به تصرف خود درآوردند.
- ۱۹۹۱ - یافتن پیکر اوتسی مرد یخی در مرز میان اتریش و ایتالیا

## زادروزها
- ۱۸۶۷ – آرتور راکهام، تصویرگر کتاب انگلیسی. (د. ۱۹۳۹)
- ۱۹۳۱ – درک گاردنر، طراح و مهندس خودروهای فرمول یک اهل بریتانیا (د. ۲۰۱۱)
- ۱۹۴۶ – برایان هنتون، رانندهٔ مسابقات فرمول یک اهل بریتانیا
- ۱۹۵۲ – برنارد دو درایور، رانندهٔ مسابقات اتومبیل‌رانی اهل بلژیک
- ۱۹۶۰ – لویک بیگوا، متخصص آیرودینامیک خودروهای فرمول یک اهل فرانسه
- ۱۹۷۳ – کریستیانو دا ماتا، رانندهٔ مسابقات فرمول یک و چمپ کار اهل برزیل
- ۱۹۷۴ – جیمی فلن، مجری و کمدین اهل ایالات متحده

## درگذشت‌ها
- ۱۸۸۱ - جیمز آبرام گارفیلد، بیستمین رئیس جمهوری ایالات متحده آمریکا. (ز. ۱۸۳۱)[۱]
- ۱۹۸۵ - ایتالو کالوینو، نویسنده ایتالیایی